# 坂出市立櫃石中学校
坂出市立櫃石中学校（さかいでしりつ ひついしちゅうがっこう）は、かつて香川県坂出市櫃石島に設置されていた公立中学校。2018年3月をもって閉校となった。
島外に通学させる家庭が増えた1994年以降、生徒は10人未満となった。最後の卒業生は男子生徒1人で、大半の授業を教員と2人でおこなっていた。

## 沿革
- 1947年（昭和22年）5月1日 - 学制改革により与島村立櫃石中学校開校（小学校東校舎を借用）
- 1948年（昭和23年）5月 - 大浦浜に校舎（北校舎）落成し、同年7月14日移転
- 1953年（昭和28年）4月 - 坂出市との合併により、坂出市立櫃石中学校と改称
- 1956年（昭和31年）5月 - 坂出市中学校教育研究会を開催
- 1959年（昭和34年）4月 - ミルク給食開始
- 1966年（昭和41年）5月 - 香川県春季バレー大会で男子優勝
- 1968年（昭和43年）11月 - 学校体育優良校受賞（香川県教委表彰）
- 1971年（昭和46年）3月 - 校歌制定　教育論文入選（香川県教委表彰）
- 1973年（昭和48年）
  - 3月 - 教育論文入選（県教委表彰）
  - 8月 -生徒の野外活動状況が全国ネットテレビで放映
- 1981年（昭和56年）3月 - 「島をきれいにする運動」について坂出市教委より表彰を受ける
- 1984年（昭和59年）9月 - 弓道クラブ開講
- 1985年（昭和60年）2月 - 新校舎落成し、移転する
- 1986年（昭和61年）2月 - 弓道場完成
- 1987年（昭和62年）3月 - 教員住宅完成
- 1988年（昭和63年）
  - 3月 - 体育館落成
  - 4月 - 瀬戸大橋が開通し、関連して、開通記念行事を開催
- 1990年（平成2年）5月 - 校庭西にふれあい農園開設・夏野菜植え付け
- 1991年（平成3年）7月 - ふれあい農園収穫野菜老人宅配達を愛の宅配便として開始
- 1993年（平成5年）10月 - 東四国国体炬火リレー引継式（オリーブの火直島 → 坂出）を運動場で開催
- 1995年（平成7年）9月 - 坂出市PTAソフトボール大会で櫃石中チームが準優勝
- 1998年（平成10年）11月 - 坂出市新人バドミントン大会　女子シングルス優勝
- 1999年（平成11年）
  - 2月 - コンピュータ3台設置（小中共用として小学校内に）
  - 7月 - 坂出市総体バドミントン大会女子シングルス準優勝する
- 2000年（平成12年）7月 - 坂出市総体バドミントン大会男子シングルス準優勝　女子シングルス優勝
- 2001年（平成13年）7月 - 坂出市総体バドミントン大会男子シングルス優勝
- 2002年（平成14年）
  - 4月 - アメニティサロンの設営
  - 7月 - 坂出市総体バドミントン大会男子シングルス優勝 香川県総体バドミントン大会男子シングルス3位 四国総体バドミントン大会男子シングルス4位
- 2003年（平成15年）
  - 3月 - バリアフリー化工事
  - 11月 - 税に関する作文」大蔵財務協会理事長賞受賞
- 2004年（平成16年）
  - 1月 - 多目的室にコンピュータ設置
  - 2月 - 的場落成記念弓射大会
  - 3月 - 体育倉庫設置
  - 12月 - 新校旗完成、寄贈式開催
- 2005年（平成17年）
  - 7月 - 立志式の取材をテレビ局3社および新聞3社より受ける。トイレ改修（バリアフリー洋式化）
  - 10月 - 「小さな親切」運動作文コンクール県知事賞受賞
- 2006年（平成18年）
  - 7月 - ふれあいワークキャンプ（マルチンの園）2名参加
  - 10月26日 - 香中研へき地教育部会研究大会開催
- 2007年（平成19年）
  - 3月 - 旧中学校校舎解体　
  - 7月 - NIE実践校に認定（2年間）
  - 9月 - 体育倉庫設置
- 2008年（平成20年）
  - 1月 - 幼小中掲示板設置
  - 10月 - 第4回「わがまち新聞コンクール」にて中学校部門最優秀賞を受賞[2]
- 2009年（平成21年）
  - 4月 - NIE実践校（継続研究指定）
  - 5月 - 日本善行会より「春季善行表彰」受賞　「櫃石の歌」掲示板設置　
  - 10月 - 第5回「わがまち新聞コンクール」にて中学校部門最優秀賞を受賞[3]
  - 11月 - 日本赤十字社香川県支部より感謝状
  - 12月 - 坂出市へき地教育研究会開催
- 2010年（平成22年）
  - 3月 - ICT環境整備事業完了
  - 6月 - 渡米咸臨丸水主顕彰碑建立除幕式（生徒発表）
  - 9月 - 学校給食会開始
  - 12月 - ふるさと櫃石紹介DVD完成試写会
- 2011年（平成23年）12月 - 全国中学生「防火防災に関する」作文コンクール佳作
- 2012年（平成24年）
  - 4月 - 普通教室にてエアコンが設置される
  - 9月 - 地震・津波対応地域合同避難訓練
- 2014年（平成26年）
  - 3月 - 特別教室にてエアコンが設置される
  - 6月 - ローマ日本人学校との交流を行う　
  - 11月 - 海外自治体幹部交流事業でオーストラリア・ニュージーランドから6名が来校
- 2015年（平成27年）6月 - 鹿児島県口永良部島にある屋久島町立金岳中学校と交流を行う
- 2016年（平成28年）11月 - 全国間税会総連合会高松間税会「税の標語」で入選
- 2017年（平成29年）3月 - 卒業式の取材を受ける（新聞1社）
- 2018年（平成30年）3月 - 閉校式及び閉校記念事業（記念誌発刊、記念植樹）を行う。瀬戸大橋開通30周年記念番組制作のためテレビ局2社より取材を受ける

## 校区
- 櫃石島全域

## 学校行事
- 修学旅行
- 運動会

## 進学前小学校
- 坂出市立櫃石小学校（2018年廃校）